# 733
Cette page concerne l'année 733  du calendrier julien. Pour l'année 733 av. J.-C., voir 733 av. J.-C. Pour le nombre 733, voir 733 (nombre).
L'année 733 est une année commune qui commence un jeudi.

## Événements
- En Inde, début du règne du roi Châlukya Vikramaditya II (en), qui succède à son père Vijayaditya II sur le trône de Vâtâpi (fin en 743)[1]. Dès 731, avant le début de son règne, il écrase Paramesvaravarman II, plongeant le pays Pallava dans le chaos[2]. Il attaque de nouveau le royaume Pallava après 735[3] et s'empare de Kanchi en 740.
- Inscription de Jayadeva II, dernière mention épigraphique de la dynastie Thakuri au Népal[4].
- Le philosophe et juriste Ghaylan al-Dimashqi est condamné à mort et exécuté à Damas sur ordre du calife Hicham pour son soutien à la doctrine du libre arbitre[5].

### Europe
- 26 juin, Italie[6] : une flotte byzantine, envoyée par l’empereur Léon III pour mater la rébellion de l’exarchat de Ravenne contre les décrets iconoclastes, est dispersée par la tempête devant le port de Ravenne. Les troupes qui parviennent à débarquer sont refoulées par la population de la ville en armes[7].

- Eucherius, évêque d’Orléans, est déposé et exilé par Charles Martel pour s’être opposé à la spoliation de l’Église de ses biens[8].
- Charles Martel occupe la Bourgogne et distribue domaines et abbayes à ses compagnons d’armes[9].
- Le duc des Frisons Poppon, successeur de Radbod, ravage la frontière franque. Charles Martel intervient et Poppon doit demander la paix et livrer des otages (733-734) [10].
- Eudes, duc d'Aquitaine, abdique en faveur de ses fils Hunald Ier et Hatton (date probable[11]).
- Le roi de Mercie Æthelbald envahit le Wessex et occupe Somerton[12].
- Une éclipse solaire totale a eu lieu entre 8 et 9 heures le matin du 14 août[13]. Le soleil s'est assombri selon la Chronique anglo-saxonne[14]. On appelle aussi cette éclipse l'éclipse de Bède (le Vénérable), quoiqu'il n'en ait eu qu'une vision partielle (91,5%), car il séjournait à l'abbaye de Wearmouth-Jarrow, à Sunderland, située bien plus au nord que la zone de totalité qui s'étendait de Cardiff à Norwich.

## Décès en 733
- Djarir et Al-Farazdaq, poètes arabes[15].